# Pronephrium merrillii
Pronephrium merrillii är en kärrbräkenväxtart som först beskrevs av Christ, och fick sitt nu gällande namn av Holtt. Pronephrium merrillii ingår i släktet Pronephrium och familjen Thelypteridaceae. Inga underarter finns listade.